# 吉月生
吉月 生（よしつき せい）とは、日本の女性小説家。本名は非公表。2006年、「べあ姫（べあひめ）」という筆名で魔法のiらんどにおいてケータイ小説『teddy bear』シリーズを執筆し、人気を集める。2018年5月からは筆名を現在の名前に改名した。

## 人物
人見知りだという。
好きな食べ物はケーキ、オムライス。嫌いな食べ物は、唐辛子、レバー。

## ペンネーム
「べあ姫」という名前は、本人がテディベアーが好きだからという理由でつけた。

## 商業作品

### べあ姫名義
- teddy bear（ゴマブックス、2006年8月）ISBN 4-7771-0445-1 / 文庫版（メディアワークス、2008年3月）ISBN 4-0488-6023-2
- teddy bear BOX 晴奈と成也の物語（ゴマブックス、2007年7月）ISBN 4-7771-0699-3[3]
- 光-teddy dear2-（ゴマブックス、2007年8月）ISBN 4-7771-0684-5 / 文庫版（アスキー・メディアワークス、2008年4月）ISBN 4-0488-6023-2
- teddy bear 晴奈と成也の物語 クリスマスBOX（ゴマブックス、2007年10月）ISBN 4-7771-0773-6[3]
- 過去で君が待っている。（アスキー・メディアワークス、2011年3月）ISBN 4-0487-0215-7
- さよならの先で待ち合わせ。（アスキー・メディアワークス、2013年9月）ISBN 4-0489-1929-6
- キミを自転車の後ろに乗せて。（KADOKAWA/アスキー・メディアワークス、2014年3月）ISBN 4-0486-6478-6
- 神様がくれた時間（KADOKAWA/アスキー・メディアワークス、2014年10月）ISBN 4-0486-9037-X
- キミが生きた理由（KADOKAWA/アスキー・メディアワークス、2015年6月）ISBN 4-0486-5252-4
- 私と付き合うための10か条（KADOKAWA/アスキー・メディアワークス、2016年4月）ISBN 4-0486-5961-8

web連載
- 元カレ巡り（LINEノベル、2016年7月 - 11月、挿絵：mdk）

### 吉月生名義
- 過去で君が待っている。（メディアワークス文庫、2018年5月）ISBN 4-0489-3879-7
- 天使がくれた時間（メディアワークス文庫、2018年9月）ISBN 4-0491-2113-1
- 今夜F時、二人の君がいる駅へ。（メディアワークス文庫、2020年1月）ISBN 4-0491-3084-X
- 僕がきみと出会って恋をする確率（メディアワークス文庫、2021年7月）ISBN 4-0491-3962-6

## メディア展開

### 漫画
- Teddy bear（2007年、双葉社にて刊行。画：水玉ペリ）

### ショートドラマ
- Teddy bear（2008年、魔法のiらんど内で放送。主演：桐谷美玲）